# Digama costimacula
Digama costimacula är en fjärilsart som beskrevs av Swinhoe 1907. Digama costimacula ingår i släktet Digama och familjen björnspinnare. Inga underarter finns listade i Catalogue of Life.